# Alexis Maneyrol
Alexis Maneyrol, né le 26 août 1891 à Frossay (Loire-Atlantique) et mort le 13 octobre 1923 à Lympne (Royaume-Uni), est l'un des pionniers français de l'aviation.

## Biographie
Fils de François Victor Maneyrol et de Jeanne Leroux, il suit ses études à Frossay, puis au collège de Nantes.
Passionné par l'aviation, il obtient le brevet de pilote no 673 le 10 novembre 1911, sur un monoplan Blériot à moteur Anzani.
Le 2 septembre 1919, il relie Paris à Rome en un vol direct de 5 heures 59 minutes.
Le 21 octobre 1922, il gagne lors d'un concours de planeurs le prix du Daily Mail de 1 000 livres sterling et établit le record du monde de durée de vol sans moteur en 3 heures 23 minutes avec un monoplan construit par Louis Peyret. Record qui sera battu le 3 janvier 1923 par Joseph Thoret avec un vol de 7 heures et 3 minutes réalisé avec un biplan d’apprentissage Hanriot, type 14, à moteur Gnome et Rhône de 80 ch.
Le 29 janvier 1923, il reprend au lieutenant Thoret le record de durée des alérions, en planant durant 8 heures et 5 minutes avec son nouvel appareil signé Louis Peyret.
Le 21 août 1923, Alexis Maneyrol remporte l’épreuve du vol de durée au meeting d’aviation de Vauville, en tenant l'air 4 heures, 22 minutes et 13 secondes.
Il meurt accidentellement au cours d'un meeting d'aviation de moto-aviettes à Lympne au sud-est de l'Angleterre, alors qu'il tentait de battre son propre record d'altitude, 3 400 mètres. Les ailes de son appareil se sont détachées, avant de chuter, tuant l'aviateur sur le coup.

## Hommages
Une stèle à son effigie lui est dédiée à Frossay.
Une école porte son nom à Frossay, sa ville natale. Des rues Alexis-Maneyrol existent à Nantes, Couëron, Paimbœuf, Pornic, La Chapelle-Heulin, La Montagne (Loire-Atlantique), Préfailles (Loire-Atlantique), Meudon, Chaville (Hauts-de-Seine)...
À Vauville (Manche), le centre de vol à voile qu'il a créé en 1923 perpétue sa mémoire.